# Sokyra Peruna
Sokyra Peruna je ukrajinski Rock Against Communism/diverzionarsko-ideološki bend. Osnovani su kao white power bend. Smatra ga se neonacističkim i poricateljima Holokausta, zbog pjesama kao “Six Million Words of Lies.”

## Žanr
Pjesme su žanra rock, oi!, ska, viking metal, punk, folk metal, heavy metal, hardcore, groove metal. Pjesme su im prožete ukrajinskim i slavenskim nacionalizmom, bijelim nacionalizmom, slavenskim paganizmom. Od rata i ruske intervencije u Ukrajini pojavljuju se ukrajinske domoljubne teme i glazbeno povezivanje s Pravim sektorom. Vođa Arsenij Bilodub organizirao je koncerte i nastupe za ukrajinske vojnike na ratištu.

## Povijest
Prethodnici su dva hate core benda, яйнпаэ (Tuga) i ZDV66/1. Bendovi su zbog raznih razloga raspušteni, a članovi su se opet okupili, kad je basist odsluživao zatvorsku kaznu, bubnjar se vratio iz vojske i ujedinili su se s gitaristom i vokalistom radi propagande desničarskih ideja te osnovali WP bend 1995. godine. Tradicionalno su se nazvali аскэднц (Buljdog). Službeni dan osnivanje je 26. travnja kad je na Rudolf Hess Memorial show član A. s pozornice objavio promjenu imena iz аскэднц (Buljdog, Бульдог) u Sokyra Peruna. Ime su uzeli iz poštovanja slavenske poganske vjere predaka. Podupiru izjavu kneza Svjatoslava koji je kršćanstvo nazvao deformitetom. Članovi benda su članovi Blood & Honour. Simbol benda je stilizirani kolovrat u obliku kružnog kukastog križa. Pod imenom Buljdog djelovali su do 1998. godine. Ime su promijenili u Sokyra Peruna nekoliko mjeseci nakon prvog giga. Objavili su 14 studijskih albuma pod etiketama Moon Records, Perun White Music Productions, Eastside, Patriot Production, Evil Barber Records, PC Records, Sva Stone, dva kompilacijska albuma te jedno podijeljeno izdanje s Whites Loadom. Sastav je često mijenjao postavu. Samo su dvojica suosnivača bili stalni članovi, A. i D. Široj javnosti dugo nisu bila poznata imena članova. Sokyra Peruna su vokalist, dvojica gitarista, bas-gitarist i bubnjar.

## Vanjske poveznice
- Sokyra Peruna  Arhivirana inačica izvorne stranice od 24. srpnja 2021. (Wayback Machine)
- Discogs
- Spivanyk
- Zaborona Концерт, на який ви б не наважились піти